# ريك الخيار المخلل
ريك الخيار المخلل (بالإنجليزية: Pickle Rick) هي الحلقة الثالثة من الموسم الثالث من مسلسل الرسوم المتحركة التليفزيوني من إنتاج أدلت سويم ريك ومورتي. بقلم جيسيكا جاو وإخراج أنتوني تشون، تم عرض الحلقة لأول مرة في 6 آب 2017. في حلقة ريك الخيار المخلل، يحول العالم غريب الأطوار ريك سانشيز نفسه إلى مخلل مثلما كان من المقرر أن يحضر هو وعائلته جلسة علاج. تتبع الحلقة بشكل منفصل مغامرات ريك كمخلل وبقية رحلة العائلة إلى العلاج.
الحلقة تحاكي أفلام الحركة وهي مستوحاة من حلقة Breaking Bad " 4 Days Out ". في استمرار لقصة الموسم عن طلاق بيث وجيري، تستكشف حلقة ريك الخيار المخلل علاقة بيث غير الصحية مع ريك الذي يتجاهل أهمية الأسرة. تمت مشاهدته من قبل 2.3 مليون مشاهد عندما تم بثه لأول مرة على أدلت سويم، بعد أن كان حلقة متوقعة للغاية لقاعدة المعجبين بالبرنامج. تلقت الحلقة مراجعات إيجابية، حيث أشادت بشكل خاص بالرسوم المتحركة وتصميم ريك الخيار المخلل ومشاهد قتاله، بالإضافة إلى أداء الممثلين الضيوف داني تريجو (بدور جاكوار) وسوزان ساراندون (بدور الدكتور وونغ) فازت بجائزة 2018 Primetime Emmy Award لأفضل برنامج رسوم متحركة، والتي كانت أول جائزة إيمي يفوز بها ريك ومورتي.

## الحبكة
بينما تستعد بيث ومورتي وسمر للاستشارة العائلية، يخبر ريك مورتي أنه لا يستطيع الذهاب، بعد أن حوّل نفسه إلى مخلل. ينفي أنه حدد توقيت التجربة لتجنب جلسة الاستشارة، لكن الأسرة لاحظت وجود آلية منبهة لإسقاط حقنة فيه بعد وقت قصير من مغادرتهم. تأخذ بيث الحقنة وتترك ريك وحده على طاولة عمله.
يُسقط ريك من على المقعد ثم يُغسل في المجاري أثناء هطول الأمطار. على الرغم من عدم وجود أطراف متحركة غير لسانه، إلا أنه أقام مختبراً في المجاري وصنع لنفسه هيكلًا خارجياً قوياً من جثث الفئران. ثم استخدم حقيبة نفاثة للهروب من الصرف الصحي إلى مجمع آمن، حيث قتل العديد من الحراس. يرسل مدير المجمع سجيناً يُدعى جاكوار لمحاربة ريك، لكن ريك يقنع جاكوار بالانضمام إليه، وهربوا معاً في مروحية المسؤول بعد تفخيخ المجمع لينفجر، مما أسفر عن مقتل المسؤول.
في هذه الأثناء، تخبر المعالجة الإرشادية، الدكتورة وونغ، بيث أن شكوكها بشأن الحقنة تشير إلى ديناميكية بينها وبين ريك التي تمزق الأسرة. بينما تقول المجموعة رسائل I, يدخل ريك للحصول على الحقنة التي ستعيده إلى شكل الإنسان. يستغل الدكتور وونغ المناسبة ليجعل بيث وريك يتحدثان بصراحة عن شكاويهما. يقول ريك إنه لا يرى أي قيمة في العلاج لأنه يريد تغيير العالم، ولا يشعر بالراحة حيال ذلك. تذكره الدكتورة وونغ أنه عندما يُعرض عليه خيار تغيير علاقات الأسرة المتوترة، فقد خاطر بدلاً من ذلك بالموت كمخلل، وتنتهي الجلسة.
في طريقه إلى المنزل، يعتذر ريك لبيث عن كذبه، ثم يستخدم الحقنة للعودة إلى إنسان. يعبر مورتي وسمر عن اهتمامهما بمزيد من العلاج لكن ريك وبيث يتجاهلهما، وبدلاً من ذلك ناقشا خطط الخروج للشرب.
في مشهد ما بعد انتهاء الحلقة، يستعد كونشرتو الشرير لقتل ريك ومورتي في بيانو ضخم، لكن جاكوار ينقذهما في الوقت المناسب. يقول ريك لمورتي، «لهذا السبب لا تذهب إلى العلاج».

## تحليل
الحلقة تختلف عن الحلقات الثلاث السابقة من حيث أنها تدور بالكامل على الأرض. ومع ذلك، مثل الحلقتين السابقتين في الموسم، تغطي حلقة ريك الخيار المخلل طلاق بيث وجيري. يمثل هذا تغييراً في العرض، الذي كان في السابق يحتوي على القليل من استمرارية الوقائع المنظورة. تصف Jenny Jaffe من Vulture الحلقة بأنها مثال على كيف أن ريك ومورتي يحبّان العودة إلى الزوايا مع أغبى الأفكار في العالم وتنفيذها بأذكى الطرق."  يلاحظ جيسي شيددين من آي جي إن أن هذا هو العرض "في أكثر حالاته عنفًا"، حيث يحتوي على "مستوى من الدم والدم" لمطابقة حلقة الموسم الثاني " انظر مَن يتطهر الآن ". يوافق غرين على ذلك، قائلاً إن الحلقة "وصلت إلى مستويات جديدة من الاستغراب الغريب" حتى بالمقارنة مع عنف سيارة ريك بينما كان يحمي الصيف في حلقة " اختراعات "ريك" يجب أن تكون مجنونة ". تربط مقالة Nerdist المشهد الذي يتحكم فيه ريك في حركة الصرصور عن طريق دس دماغه بلسانه في دراسة أجريت عام 2015 بعنوان "التحكم المركزي المركب في الحركة في صرصور المشي الحر", والتي نُشرت في مجلة Current Biology ، حيث تمكن الباحثون من تحفيز الخلايا العصبية للصرصور من أجل التحكم في حركتها.
يقول جاك شيبرد من ذي إندبندنت أن الحلقة تحاكي أفلام الحركة من ثمانينيات القرن الماضي في القصة مع رجال العصابات الروس وقائدهم الإنجليزي،  بينما يعتقد شيددين أنها تسخر من "أفلام الحركة شديدة العنف" وسلسلة أفلام <i id="mwPQ">جون ويك</i>. جو مطر من دن المهوس! يكتب أن الحلقة تحاكي موت قاسي, وهو ما فعله هارمون سابقًا في حلقة كوميونتي " Modern Warfare ". يشير شيدن إلى المبنى في الحلقة على أنه "سفارة روسية", بينما يصفه شيبرد بأنه "مرفق غير مسمى عالي الأمان ومليء بالعصابات الروسية" ويصفه ستيف جرين من IndieWire بأنه "غامض" اتحاد مالي في أوروبا الشرقية ".  كتب زاك هاندلين من نادي AV ، "لا أعتقد أن بلد السفارة قد تم إنشاؤه على وجه التحديد، وهذا جزء من النكتة"، على الرغم من أنه يشير إلى أن الحراس الشخصيين "أوروبيون".
قال الكاتب ريان ريدلي إن الحلقة «ليست محاكاة ساخرة لأي شيء على وجه الخصوص»، على الرغم من أنها تشير إلى 127 ساعة وجاذبية. صرح صانع المسلسل دان هارمون أن الحلقة مستوحاة إلى حد كبير من حلقة Breaking Bad " 4 Days Out "، حيث يواجه والتر وايت «القوى الأساسية» وعليه «الرجوع إلى معرفته الأساسية بالعلوم لإبقائها على قيد الحياة».
كتب جافي أن سمر ومورتي يبدوان أكثر تأثرًا" بمخاوف المعالج من بيث وريك. يوافق مطر على ذلك قائلاً: "يأمل كل من مورتي وسمر في العودة إلى العلاج، لكن بيث وريك اختاروا التصرف فوق كل شيء". يكتب Zach Blumenfeld of مجلة بيست عن مشهد السيارة أن "عيون مورتي وسمر [تحبس] تحدق في ألف ياردة بينما تتجاهل والدتهما وجدهما تماماً احتياجات الأطفال." 
يعلق جافي أن «بيث لا تريد أن تصدق أن ريك سيتجنب عمداً شيئاً مهماً للغاية بالنسبة لها.» تكتب شيبرد أن «بيث لديها مشاكل هجر لم يتم حلها، وأن الألم العقلي يسبب لها بعض الضغط الداخلي الخطير الذي ينجم عن هجمات خبيثة على كل من حولها.»  يرى جيس جوهو من ماشابل أن بيث لها أب أو عقدة إليكترا، قائلة إن الحلقة «تأخذ الرمزية الفرويدية [...] في الحرف» واختيار المخلل هو «رمز قضيبي حرفي». تعتقد بلومنفيلد أن «المحادثة بين بيث ووالدها تظهر بوضوح أكثر من أي وقت مضى أنهم أقارب بالدم ولديهم ميل وراثي على ما يبدو للنرجسية المدمرة للذات» ويشير إلى أن شخصية جيري «بطانية رطبة ولكن حسنة النية» كان لها «استقرار تأثير» على بيث والأسرة.
يرى شيبرد أن توجه ريك إلى العلاج يظهر أنه «يهتم بالعائلة». يكتب هاندلين أن «حقيقة أن ريك لا يزال يعيش مع أي نسخة من عائلته تشير إلى أنه على مستوى ما يدرك الحاجة الأساسية لتلك العلاقات» وأنه يتجنب العلاج لأنه «ذكي بما يكفي ليعرف أن الدكتور وونغ [...] صحيح.»  يقول شيددين: «مناجاة ساراندون [الدكتور وونغ] حول عادة ريك في تجاهل أي شيء في حياته يبدو وكأنه عمل محصور في جوهر سلوكه الأناني النرجسي». يتمتع ريك بـ «[لحظة] وضوح نادرة»، لكن بيث ستغفر أي شيء يفعله «طالما كان لها والدها في حياتها».  يقول جوهو إنه في خطابه الخطاب ضد العلاج، «أظهر ريك أخيرًا ألوانه الحقيقية للجميع في الغرفة». يصف خطاب الدكتور وونغ بأنه «موجز [إزالة] للذكورة السامة». 

## إنتاج
يقول Harmon في مقابلة مع فاست كومباني إنه يعتقد أن فكرة الحلقة تم طرحها لأول مرة بواسطة كاتب يسأل، «ماذا لو بدأنا الحلقة بهذه الطريقة، مع تحويل [ريك] نفسه إلى مخلل؟» والسبب في ذلك هو أنه «يريد إثبات نفسه», وقد تم استخدام مخطط العلاج «لمواصلة معالجة قصة الطلاق لهذا الموسم». 
تقول مصممة الشخصيات كندرا ميلتون: «من المحتمل أن يكون هناك 100 نسخة على الأقل من بدلة الفئران هذه» يقول Maximus Pauson ، وهو أيضًا مصمم شخصيات، أن تلك المستخدمة في الحلقة الأخيرة كانت تلك التي «ركزت على المخلل». يلاحظ دان هارمون أن التصميمات الأولية للفئران كانت «رائعة للغاية» مع الأخذ في الاعتبار أن ريك قتل العديد منهم، مع تأكيد ميلتون على أننا «قمنا بتقوس الظهر كثيرًا، ووضعنا بعض الدمامل عليه، وتخلصنا من بعض الفراء». وفقًا لهارمون، قدم المؤلفون تعليمات مفصلة لرسامي الرسوم المتحركة أكثر من معظم الحلقات، ولا سيما «حول عملية اختراق الصرصور لمنح ريك القدرة على الحركة». 
«بيكل ريك» هي إحدى حلقات هارمون المفضلة لهذا الموسم. أثناء عملية الكتابة، تعرض للطلاق ودخل العلاج، مما أثر على عمله؛ يقول عن الخطاب الذي ألقاه الدكتور وونغ لريك، «لا أعرف ما إذا كان بإمكاني كتابة ذلك قبل عامين [. . . ] كنت أتأكد من حصول ريك على الكلمة الأخيرة».

### تسويق
في 2016 سان دييغو الهزلية كون، وقطع الخام صدر الرسوم المتحركة من «مخلل ريك»، ويضم له في فئران المجاري المهاجمة.  مع انتهاء الموسم الثاني من العرض بسجن ريك، أدى ذلك إلى اعتقاد بعض المعجبين أن هذه هي الطريقة التي سيهرب بها، مما أدى إلى الارتباك عندما تم إصدار العرض الأول للموسم الثالث في 1 نيسان 2017, وأظهر ريك وهو يهرب في طريق مختلف. قبل بث الحلقة بثلاثة أسابيع، تم تقديم قمصان مجانية من ريك الخيار المخلل وبضائع أخرى في San Diego Comic-Con 2017. 

## استقبال
تم بث الحلقة لأول مرة على Adult Swim في الساعة 11:30 صباحًا مساء يوم 6 آب 2017, حيث شاهده 2.31 مليون مشاهد.
وصف زاك بلومنفيلد من مجلة بيست الحلقة بأنها «أكثر حلقات ريك ومورتي التي تم توقعها بفارغ الصبر على الإطلاق» نظراً للكم الهائل من محتوى الحلقة الذي أصدرته أدلت سويم قبل عرضها لأول مرة. يصف جرين مفهوم ريك الخيار المخلل بأنه «التجاعيد الأكثر توقعًا في الموسم الثالث».  في يونيو 2017، نشرت Polygon مقالًا بعنوان ريك الخيار المخلل هو بالفعل الشخصية المفضلة لدى الجميع من الموسم الثالث لريك ومورتي، نقلاً عن تصرفات المعجبين مثل إنشاء حسابات تويتر وتمبلر للشخصية. وتعلق جوليا ألكسندر، كاتبة المقال، قائلة إن المسلسل «وجد قاعدة معجبين مخصصة بسبب العبثية التي يرتكز عليها الكوميديا».
أعطى جيسي شيددين من آي جي إن للحلقة تقييمًا 8.7 من أصل 10, ولخص أن «هذه الملحمة الغريبة استحوذت على ريك ومورتي في أكثر أوقاتها تسلية» أشاد شيددين بظهور داني تريجو ضيفًا، واصفًا مشهد القتال بين جاكوار وريك بأنه «رائع».  صنف Zach Blumenfeld of مجلة بيست الحلقة 8.2 من 10, وأثنى على عمل الرسوم المتحركة. ينتقد بلومنفيلد محادثة ريك مع جاكوار، حيث يشعر أن «هارمون ورويلاند يكافحان للتعبير عن نفسيهما بأناقة بشأن هذه المسألة», ولديه نفس المشكلة مع مشاهد جلسة العلاج، لكنه يكمل النهاية لـ «تعبئة لكمة عاطفية قوية». 
أعطى زاك هاندلين من نادي AV للحلقة درجة A في مراجعة إيجابية، حيث كتب أن «مساعدة الدكتور وونغ الناس في تناول الطعام هو مزحة جيدة جدًا».  يصنف ستيف غرين من IndieWire الحلقة على أنها B +, مكملاً «تفاصيل المسلسل الحادة بشكل متزايد» مثل إعطاء Pickle Rick عين سوداء والتصميم الصوتي لمرهم الخردل الخاص به. يثني غرين على النجمين الضيفين ساراندون وتريجو، لكنه يشير إلى أن «هناك خيطًا معينًا من السحر يضيع عندما يتم إزالة ديناميكية ريك / مورتي من قلب الحلقة». 
جاك شيبرد من الإندبندنت يعطي الحلقة مراجعة إيجابية للغاية، واصفا إياها «بالمغامرة الممتازة، بلا توقف، مليئة بالدماء» يطلق Shepherd على اختيار المخلل «كلاً من المرح وريك جدًا جدًا» ويلاحظ عبارة Jaguar «ينتهي هذا عندما يموت أحدنا، ولم أمت من قبل» كأحد أبرز الأحداث في الحلقة.  تقدم Jenny Jaffe of Vulture أيضًا مراجعة مجانية، تلخصها على أنها «رحلة حمض فرويد» و «سريالية وواعية للذات»، ومقارنتها بحلقة بوجاك هورسمان " Fish Out of Water ". جو مطر من دن المهوس! قال إن ريك الخيار المخلل كانت «حلقة فائقة الجاذبية بمفهوم غبي ساحر» و «حلقة حركة قاتلة», مكملة للرسوم المتحركة، ولا سيما «روعة الشرائح والنرد» لمشاهد الفئران. وانتقد مطر تكريم الحلقة لـ Die Hard.
يصنف Scott Russell of مجلة بيست الحلقة الثالثة من أصل عشرة في قائمة حلقات الموسم الثالث من حلقات ريك ومورتي. يصفها راسل بأنها «واحدة من أكثر حلقات ريك ومورتي إمتاعًا حتى الآن», حيث كتب أنها «تضع أساسًا أساسيًا لتقدم الموسم الثالث», «لا ينقصها تسلسلات الحركة المفعمة بالحيوية والدموية والمضحكة بشكل لا يصدق», و «تفتخر بما قد يكون أقوى حبكة B في الموسم الثالث».
في أيلول 2018, فازت حلقة ريك الخيار المخلل بجائزة Primetime Emmy Award لأفضل برنامج رسوم متحركة. إنها أول جائزة إيمي في العرض.

## روابط خارجية
- «Pickle Rick» على قاعدة بيانات الأفلام على الإنترنت